# Megyei Tükör
Megyei Tükör (1968-1989) időszaki kiadvány. Periodicitás: változó. Székhely: Sepsiszentgyörgy. Utódlap: Háromszék.

## A lap indulása
1968 februárjának végén, Románia közigazgatási átszervezésekor, az egykori Háromszék területén létrehozott Kovászna megye hetilapjaként indult, felvállalva a Sepsiszentgyörgyön egykor megjelent lapelődök, így a Székely Nép örökségét.
Alapító főszerkesztője, Dali Sándor korábban az Ifjúmunkás főszerkesztője volt, s ez döntő módon meghatározta az új lap munkatársi gárdájának kialakulását fiatal írókból-költőkből, akik egy-két esztendővel korábban fejezték be egyetemi tanulmányaikat.

## Munkatársak
A laphoz került Farkas Árpád, Tömöry Péter, Csiki László, Magyari Lajos (szerkesztőségi főtitkári minőségben), Czegő Zoltán, Zsehránszky István, Kisgyörgy Tamás, Nemes Zoltán (szerkesztő, majd gazdasági rovatvezető, 1970-82), Áros Károly, Tompa Ernő, Péter Sándor, Gajzágó Márton, Znorovszky Attila, Székely Szabó Zoltán, Szakács Sándor, Ozsváth Anna, Simó Erzsébet, később hosszabb-rövidebb ideig itt dolgozott Török Csorja Viola, Vári Attila, Galbács Pál, Vörös Előd, Bogdán László, Sütő István, Bortnyik György, Kerekes Jenő, Tömöri Géza, Veress Dániel, Szécsi Antal. E lap hasábjain adta közre Mátyás Árpád Balog Józsi balladájának új háromszéki változatát (1969), itt jelent meg Mátyás B. Ferenc első novellája, a Csend (1970).
Itt publikálta az időskori tüdőgyógyászatról szóló cikkeit Kozma L. György, tudományos népszerűsítő cikkeit Szabó Endre radiológus, Szőts Dániel orvos, Szőcs Géza Mihály természettudományi szakíró, Szász-Fejér János biológus, Imreh István biológus, genetikus, Veress István botanikus, Szakács Nagy Magdolna agrármérnök, mezőgazdasági szakíró, Molnár Lídia ornitológus, Sikó Barabási Sándor állatorvos, állattenyésztési szakíró.

## A lap programja
A lapalapítás időszakában valamelyest kedvezőbb sajtóviszonyok alakultak ki, s a lapalapítók ezt kihasználva jelölték meg a Megyei Tükör alapvető célkitűzéseit: a nép- és tájismeret, a vidék hagyományainak feltárása és ápolása, a Székelyföld elhallgatott egykori nagyjai életének és munkásságának ismertetése, a megye lakói, a faluközösségek mindennapi életének erkölcsi és sokszínű művelődési értékeinek, hagyományainak tükrözése, végső soron a nemzeti tudat gazdagítása.

## A lap átszervezései
Több mint két évtizedes működése alatt a Megyei Tükör számos átszervezésen ment át: 1968 februárjától 1970 őszéig hetilapként jelent meg, 1970 és 1974 között nyolc oldalon mint napilap, majd 1976-ig kényszerülten újra hetilap, 1976-tól 1989 decemberéig négy oldalon megjelenő napilap.

## A lap értékei, riport, publicisztika
A Megyei Tükör igazi erőssége kezdettől a riport és a publicisztika. Első időszakának többletértékét a Vasárnapi Kiadás jelentette, melyet éveken át Magyari Lajos szerkesztett a külső munkatársak, Bokor Ernő, Völgyesi András, Seres András, Kisgyörgy Zoltán, Kónya Ádám, Kovács Sándor, Binder Pál, Egyed Ákos, Imreh István, Fábián Ernő, Sombori Sándor bevonásával. Dali Sándor utódai Jecza Tibor (1974–83), majd Vasas Ferenc (1983–89).

## A lap kiadói tevékenysége
A Megyei Tükör kiadói tevékenységet is folytatott. Kiadványai közül kiemelkedik a Kapuállító c. antológia két kötete (1969, 1971) vagy az időközönként megjelenő Fórum c. 20 oldalas társadalmi-irodalmi melléklet.
Néhány példa a lap sorozataiból: Farkas Árpád: Bővizű patakok mentén (kihalóban lévő kis falvainkról); Torma Sándor: A kréta körül (háromszéki iskolákról); Hétfőtől vasárnapig (falvainkról); Ki a mester? (ipari egységeink legjobb mestereiről); Kisgyörgy Zoltán: Hegyen-völgyön túrakalauz; Barlangjaink; Kónya Ádám: Kis településlexikon; Műemlékeink; Áros Károly: Nehéz kesztyűk; Két futballvár; A téli és nyári olimpiák története; Berde Zoltán sporttörténeti sorozatai: Mementó; Emlékezzünk régiekre.

## A lap megszűnése (1989)
A diktatúrát megbuktató politikai fordulatot követően 1989. december 23-tól helyében Háromszék címen jelenik meg a megye magyar napilapja 1992-ig Magyari Lajos főszerkesztésében. Helyettes főszerkesztő Torma Sándor. Munkatársai közé tartozott Sylvester Lajos és a zenekritikus Nagyhalmágyi József is. Főszerkesztője 1992-től Farkas Árpád.